# 曹士彤
曹士彤（？—？）直隶天津人，中华民国企业家。曹钧的次子，曹锟的侄子。

## 生平
曹士彤是曹锟的五弟曹钧的次子。曾任恒源纱厂董事。1920年，曹钧创办的北方航业公司成立，曹钧任董事长，曹士彤曾任该公司董事。